# Phenakospermum guyannense

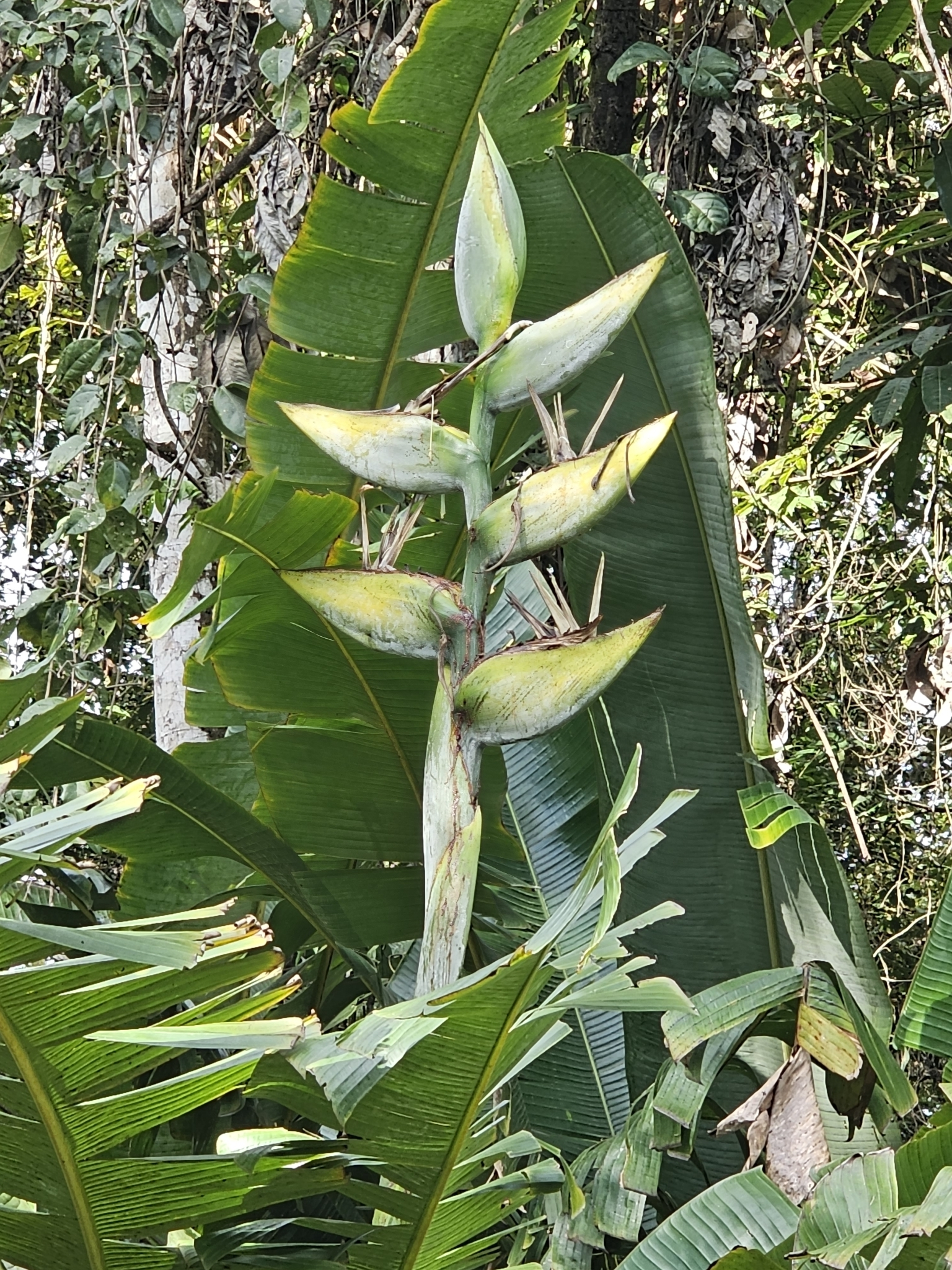
Phenakospermum guyannense mit Blüten

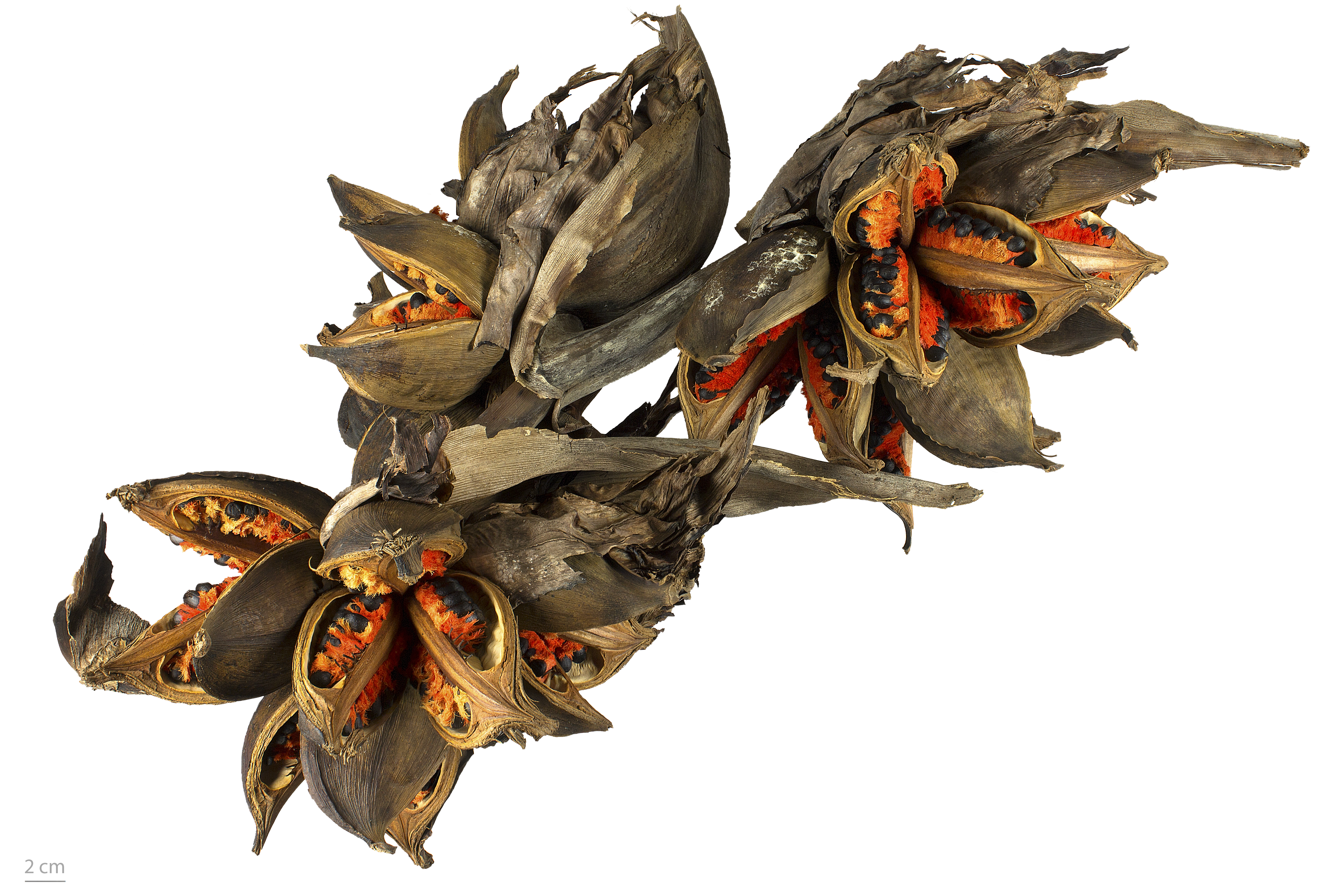
Phenakospermum guyannense, Früchte

Der Phenakospermum guyannense ist die einzige Pflanzenart der monotypischen Gattung Phenakospermum in der Familie der Strelitziengewächse (Strelitziaceae). Sie ist in der Neotropis beheimatet.

## Beschreibung

### Erscheinungsbild und Laubblätter
Phenakospermum guyannense wächst als große, ausdauernde krautige Pflanze und erreicht Wuchshöhen von über 10 Metern. Sie bildet Bestände durch sympodiale Rhizome. Alle Pflanzenteile sind unbehaart. Es wird „Pseudostamm“ mit Wuchshöhen von 3 bis 7,4 Meter und Durchmesser von 11 bis 17 Zentimeter ausgebildet, dabei bleiben um einen unverzweigten, faserigen Stamm die sich überlappenden Blattscheiden erhalten; als Ausnahme innerhalb der Ordnung Zingiberales verholzt er etwas.
Die wechselständig und mehr oder weniger zweizeilig angeordneten Laubblätter werden bis zu 3 Meter lang und sind in Blattscheide, Blattstiel und Blattspreite gegliedert. Der Blattstiel besitzt eine Länge von 0,37 bis 1,92 Zentimeter und einen Durchmesser von 2,0 bis 3,2 Zentimeter. Die große, einfache Blattspreite ist kahl, 1,0 bis 2,7 Meter lang und 47 bis 85 Zentimeter breit. Es ist ein dicker Hauptnerv (Mittelrippe) und zueinander parallele Seitennerven vorhanden, die sich alle am glatten Blattrand vereinen.

### Blütenstände und Blüten
Die Blütezeit reicht vom Ende der Regenzeit bis zur Mitte der Trockenzeit. Es ist ein aufrechter, 1,2 bis 2,0 Meter langer Blütenstandsschaft vorhanden, der einen Durchmesser von 7 bis 18 cm besitzt. Der endständige, aufrechte Blütenstand ist aus mehreren Teilblütenständen zusammengesetzt und kann zwei bis vier Monate lang Blüten hervorbringen. An einer Rhachis mit einem Durchmesser von 2,5 bis 9 cm sind zweizeilig in einem Winkel von 90° drei bis zehn kahnförmige Tragblätter angeordnet, die grün bis gelb mit einer Wachsschicht, 23 bis 44 cm lang und an ihrer 18 bis 34 cm breit sind; über jedem steht ein Teilblütenstand mit bis zu 25 Blüten. Über einem cremefarbenen, 17 bis 34 cm langen und an seiner Basis 5,8 bis 8,5 cm breiten Deckblatt steht ein 1 bis 1,2 cm langer Blütenstiel.
Die etwa 28 cm langen, zwittrigen Blüten sind zygomorph und dreizählig. Es sind zwei deutlich verschiedene Kreise mit je drei Blütenhüllblättern vorhanden, die zu einer weißen Röhre mit einer Länge von 9 cm und einem Durchmesser von 1,8 cm verwachsen sind. Von den freien Bereichen der drei 3,5 cm breiten, creme-weißen Kelchblätter ist eines 17 cm und die anderen 18 cm lang. Von den drei Kronblätter sind zwei an ihrer Basis nicht, sondern erst ab der Hälfte ihrer Länge bis zu ihren Ende verwachsen und sind 14 cm lang sowie 2,5 cm breit, das freie dritte Kronblatt ist 12 cm lang sowie 3 cm breit; sie sind creme-weiß mit dunkel grünem, zurückgebogenem Rand. Es sind fünf fertile Staubblätter vorhanden und ein Staminodium fehlt. Die linealen Staubfäden sind mit etwa 8,5 cm relativ lang. Die Staubbeutel sind mit einer Länge von etwa 7 cm lineal. Die drei Fruchtblätter sind zu einem unterständigen, dreikammerigen, weißen Fruchtknoten verwachsen, der eine Länge von etwa 3,5 cm und einen Durchmesser von etwa 2 cm besitzt. In jeder Fruchtknotenkammer stehen die vielen Samenanlagen in vier Reihen.
Es sind tief eingesunkene Septalnektarien vorhanden. Jede Blüte produziert 1,2 bis 3 ml hexose-dominierten (durchschnittlich etwa 17 % Hexose) Nektar, der aber nicht wieder nachproduziert wird. Die Blüten öffnen sich kurz vor Sonnenuntergang und sind nur eine Nacht bestäubungsfähig. Die Bestäubung erfolgt durch Fledertiere (Chiropterophilie).

### Früchte und Samen
Es wird eine grüne, verholzende, dreifächrige, lokulizidale Kapselfrucht mit einer Länge von etwa 15 cm und einem Durchmesser von etwa 8 cm gebildet, die viele (bis 400) Samen enthält. Die mit einer Länge von 8 bis 10 mm und einem Durchmesser von 6 bis 8 mm glänzend schwarzen Samen besitzen ein stärkereiches Endosperm und einen roten bis orangefarbenen, faserigen Arillus. Der leuchtend gefärbte Arillus lockt Vögel zur Verbreitung an.

### Chromosomenzahl
Die Chromosomenzahl beträgt 2n = 22.

## Verbreitung
Die neotropische Phenakospermum guyannense kommt ursprünglich in Südamerika nur östlich der Anden im Amazonasbecken vor und gedeiht teilweise häufig in Wäldern entlang der saisonal überfluteten Savannen. Das Verbreitungsgebiet reicht von Kolumbien, Ecuador, Guayana, Suriname, Französisch-Guayana, Venezuela, Bolivien und Peru bis Brasilien.

## Systematik
Die Erstbeschreibung dieser Art erfolgte 1831 unter dem Namen Urania guyannensis durch Achille Richard in Nova Acta Physico-medica Academiae Caesareae Leopoldino-Carolinae Naturae Curiosorum Exhibentia Ephemerides sive Observationes Historias et Experimenta, Band 15 (Suppl.), Seite 21, Tafel 6–7. Die Gattung Phenakospermum wurde 1833 durch Stephan Ladislaus Endlicher in Prodromus Florae Norfolkicae, S. 35, aufgestellt. Den gültigen Namen Phenakospermum guyannense erhielt diese Art 1845 durch Stephan Ladislaus Endlicher in Friedrich Anton Wilhelm Miquel Botanische Zeitung (Berlin), Band 3, Seite 345, dort in falscher Schreibweise (n statt nn) Phenakospermum guyanense. Weitere Synonyme für Phenakospermum guyannense (Rich.) Endl. ex Miq. sind: Ravenala guyannensis (Rich.) Steud., Urania amazonica Mart., Phenakospermum amazonicum (Mart.) Miq., Musidendron amazonicum (Mart.) Nakai.

## Nutzung
Über eine Nutzung durch den Menschen ist wenig bekannt. Die Samen werden gegart bei einigen indigenen Völkern gegessen.